# Текута
Текута (рум. Tăcuta) — село у повіті Васлуй у Румунії. Входить до складу комуни Текута.
Село розташоване на відстані 302 км на північний схід від Бухареста, 31 км на північ від Васлуя, 27 км на південь від Ясс.

## Населення
За даними перепису населення 2002 року у селі проживали 895 осіб, усі — румуни. Усі жителі села рідною мовою назвали румунську.